# 阿莫蒙戈
阿莫蒙戈（Amomongo）是菲律宾民间传说中一种毛茸茸、有着长指甲的人形神秘生物。Amomongo这个词汇可能出自希利盖农语中的「amó」，大意为「猿」或「猴」。西内格罗省拉卡斯特利亚纳的居民认为阿莫蒙戈居住在坎拉翁火山一带的洞穴中。2008年5月起，该地区受到一只阿莫蒙戈袭击，两名居民受伤，一些家畜与家禽被吞噬。